# Lonchophylla chocoana
Lonchophylla chocoana' är en däggdjursart som beskrevs av den amerikanska zoologen Lilian M. Dávalos, 2004. Arten ingår i släktet Lonchophylla, och fladdermusfamiljen bladnäsor.

## Utbredning
Lonchophylla chocoana upptäcktes 2004 och är känd från tre lokaler, i urskogsområden i nordvästra Ecuador och sydvästra Colombia.